# Viana (Spanyolország)
Viana település Spanyolországban, Navarra autonóm közösségben. Viana Agoncillo, Logroño, Oyón-Oion, Moreda de Álava, Aguilar de Codés, Aras, Bargota és Mendavia községekkel határos. Lakosainak száma 4413 fő (2024).

## Népesség
A település népessége az elmúlt években az alábbi módon változott:
| Lakosok száma | 3614 | 3580 | 3711 | 3812 | 4022 | 4084 | 4078 | 4209 | 4366 | 4413 |
|               | 2001 | 2004 | 2007 | 2009 | 2012 | 2014 | 2017 | 2019 | 2022 | 2024 |